# Сомалийска плоча
Сомалийската плоча е тектонска плоча, застъпваща екватора в източното полукълбо. Центърът ѝ е приблизително на остров Мадагаскар. Тя включва около половината от източното крайбрежие на Африка, от Аденския залив на север през Източноафриканската рифтова система. Южната граница с Африканската плоча (наричана също Нубийска плоча) е дифузна граница.

## Геология
Арабската плоча се отдалечава на север, образувайки Аденския залив. Индийската, Австралийската и Антарктическата плочи също се отдалечават от Сомалийската, като по този начин се е образувал Индийския океан. Сомалийско-Индийската граница е представена от хребета Карлсберг. Границата с Австралийската плоча представлява Централноиндийския хребет. Границата с Антарткическата плоча е позната като Западноиндийски хребет. На запад границата с Африканската плоча е дивергентна, образувайки Източноафриканския рифт, който се простира на юг от тройната точка (място на срещане на три тектонски плочи) при Афарската депресия. Южната граница с Африканската плоча (Нубийска плоча) представлява дифузна граница.

## Тектонска история
Преди около 1,4 – 1,2 милиарда години кратоните Танзания и Конго се съединяват. Преди около 1000 – 600 млн. години суперконтинентът Гондвана се образува, а Панафриканската орогенеза съединява кратоните Танзания и Калахари. Разкъсването на Гондвана се случва преди около 190 – 47 млн. години, в хода на което Мадагаскар се отделя от източния бряг на Африка, а Сейшелите и Маскаренското плато се озовават северно от Мадагаскар. Отделянето на Червено море започва преди около 30 млн. години, като първото откъсване се случва при Източноафриканската рифтова система преди около 20 млн. години.